# Xestia accipiter
Xestia accipiter là một loài bướm đêm trong họ Noctuidae.